# Myristica cinnamomea
Myristica cinnamomea är en tvåhjärtbladig växtart som beskrevs av George King. Myristica cinnamomea ingår i släktet Myristica och familjen Myristicaceae. Inga underarter finns listade i Catalogue of Life.